# Андре Даригад
Андре Даригад (фр. André Darrigade; 24. април 1929), је бивши француски професионални бициклиста у периоду од 1951. до 1966. године. Даригад је био светски шампион 1959. године, а на Тур де Франсу је освојио 22 етапе, од тога пет година заредом је побеђивао на првој етапи.

## Каријера

### 1951 — 1955.
Даригад је почео каријеру 1951. године, прва трка коју је возио била је трка Алберт, у Француској и освојио је, затим је дошао други на гран при Алжира. У наставку године освојио је још четири трке. 1962. је возио девет трка и победио је седам. 1953. освојио је трке Араса и Роне, након чега је возио свој први Тур де Франс, победио је на етапи 12, а у генералном пласману је завршио на 37 месту.
Сезону 1954. отвара победом на Критеријуму Бордоа, а наставља победама у Марсеју и Монтереју. На националном шампионату освојио је треће место. На Тур де Франсу није успио да освоји ниједну етапу. 1955. почиње победама у Бордоу и Исоиру, а затим је освојио и национални аматерски и професионални шампионат. На Тур де Франсу је освојио једну етапу, а на крају сезоне је завршио трећи на тројеф Милана трци.

### 1956 — 1966.
Од 1956. до 1960. Даригад је освајао прву етапу на Тур де Франсу. 1956. му је то била једина победа на Туру, уз неколико победа по Француској и Белгији, а на крају сезоне је освојио Ђиро ди Ломбардију. 1957. је освојио трку Шест дана Париза, етапу на Туру Романдије, а затим четири етапе на Тур де Франсу. Наредне године је освојио пет етапа на Туру, а 1959. две етапе и класификацију по поенима. После Тура, Даригад је освојио светско првенство у друмској вожњи, а наредне године је завршио на другом месту. До краја каријере освојио је још девет етапа на Туру и класификацију по поенима 1961. године. Задње две године није успио да забележи ниједну победу на Туру, а задњу победу у каријери остварио је 1966. на великој награди Монака.

## Пад на Парку Принчева
Дана 19. јула 1958. Тур де Франс се завршавао на Парку Принчева, а фоторепортери су по обичају изашли на стазу да сниме финиш. Генерални секретар, Констант Вутерс (70) је истрчао да их растера, на њега је у пуној брзини налетио Андре Даригад, који је покушао да скрене, али је ипак бацио Вутерса у ваздух. Обојица су одвезена у болницу. Даригад је доживио фрактуру лобање и прелом ребра, али се вратио и одвезао почасни круг. Вутерс је преминуо 31. јула.

## Приватни живот
Андре Даригад је рођен у Нарасу, у региону Ланда. Пажњу на себе привукао је победивши на Велодрому Антонија Маспеса, Италијанског шампиона на траци. Убрзо се придружио тиму Вело, након позивнице Франсиса Пелисјеа, бившег професионалца. Након краја каријере, отворио је продавницу новина, коју је офарбао у плаво, у част локалном рагби тиму.